# Thomas Jones (Maler)
Thomas Jones (* 1742 in Wales; † 1803 ebenda) war ein englischer Maler. In einer kurzen Schaffensperiode um 1780 fand er zu eigentümlichen Ölskizzen, mit denen er seiner Zeit weit voraus war.

## Leben und Werk
Der Schüler des Landschaftsmalers Richard Wilson geht 1776 nach Italien. 1779 begegnet er in Rom seiner zukünftigen Gefährtin Maria Monke aus Kopenhagen. Wieder ein Jahr später ziehen sie gemeinsam nach Neapel. Erst ab 1782 kommt Jones mit Hilfe des britischen Botschafters Sir William Hamilton und aufgrund eines Besuches, den ihm Goethes späterer Zeichenlehrer „der große“ Philipp Hackert abstattet, zu einiger Kundschaft. Freilich beliefert er diese nur mit den üblichen Idyllen – jene in der einsamen und erfolglosen Zeit entstandenen Arbeiten, die zumeist Häuser oder eine Mauer in Neapel zeigen und den Charakter magischer Stillleben haben, könnte er ihnen nicht zumuten. Doch eben wegen dieser Arbeiten gilt er heute unter Fachleuten als genialer Freilichtmaler und sogar Vorläufer des Konstruktivismus.
Nach dem Tod seines Vaters, der ihm eine beträchtliche Erbschaft beschert, kehrt Jones mit seiner Frau 1783 nach England zurück, wo sie zunächst in London leben. „Jones stellt in der Royal Academy Gemälde aus, die den Stil von Richard Wilson oder Francesco Zuccarelli kopieren und dem Geschmack derzeitiger Kunstsammler entsprechen: arkadische Szenen vor Wald und Fels. Vermutlich erscheint nur auf einem (Die Bucht von Neapel, 1786) am Bildrand die Fassade eines neapolitanischen Hauses mit einer winkenden Frau und flatternder Wäsche an der Balkonbrüstung. Es gibt keinen Hinweis darauf, dass er die Ölskizzen aus Neapel jemals ausstellt.“
Nach dem Tode seines älteren Bruders und weiterer Erbschaft übernimmt Jones das Familiengut Pencerrig in der Grafschaft Radnorshire. Er wird zum wohlhabenden zufriedenen Landlord, der nur noch selten – und mittelmäßig malt. „Es ist ein Jammer: Der erste Maler der Kunstgeschichte, der von Menschen geschaffene Landschaften unverklärt sah – nein, es gibt dafür ein treffenderes Wort: der sie durchschaute –, zudem ein unbemerkter Vorfahr der Ruinenromantik des 19. Jahrhunderts, wird wieder zum Kunsthandwerker, weil er nun unter angenehmen Umständen lebt.“
„Erst 1954, angeregt vom Erscheinen der Lebenserinnerungen, ist dem Auktionshaus Christie's von Jones' Nachfahren ein halbes Hundert Aquarelle und Ölskizzen übergeben worden, von denen damals kein Blatt mehr als 20 Pfund erzielte. Im Sommer 2010 hat dann Sotheby's eines davon, ein Aquarell der Egeriagrotte nahe Rom, für 229.250 Pfund versteigert. Die Mauer in Neapel wurde 1993 von der National Gallery erworben und damit einem Kunstmarkt entzogen, auf dem es jetzt ebenso irrwitzig wie auf vielen anderen Märkten zugeht.“